# Pueblo de Álvarez
Pueblo de Álvarez ist eine Ortschaft im Zentrum Uruguays.

## Geographie
Sie befindet sich auf dem Gebiet des Departamento Durazno in dessen Sektor 2. Sie liegt dabei in der Cuchilla de Tomas Cuadra nordöstlich der Departamento-Hauptstadt Durazno und nordnordöstlich von Ombúes de Oribe bzw. südöstlich von Carlos Reyles.

## Infrastruktur
Durch den Ort führt die Ruta 100. Mit der Escuela No. 56 befindet sich in dem Ort eine Schule.

## Einwohner
Pueblo de Álvarez hatte bei der Volkszählung im Jahr 2011 29 Einwohner, davon 16 männliche und 13 weibliche.
| Jahr | Einwohner |
| ---- | --------- |
| 1996 | -         |
| 2004 | 51        |
| 2011 | 29        |

Quelle: Instituto Nacional de Estadística de Uruguay